# The Vinyl Collection
The Vinyl Collection è un box set del gruppo musicale statunitense Deftones, pubblicato il 25 ottobre 2011 dalla Reprise Records.

## Descrizione
Pubblicato in tiratura numerata e limitata a mille copie, contiene le versioni rimasterizzate dei primi sei album in studio pubblicati dal gruppo tra il 1995 e il 2010 in formato vinile con l'aggiunta di Covers, uscito sei mesi prima.

## Tracce
Testi e musiche dei Deftones, eccetto dove indicato.

### Adrenaline
- Lato A

1. Bored – 4:06
2. Minus Blindfold – 4:04
3. One Weak – 4:29
4. Nosebleed – 4:26
5. Lifter – 4:43

- Lato B

1. Root – 3:41
2. 7 Words – 3:44
3. Birthmark – 4:18
4. Engine No. 9 – 3:25
5. Fireal – 6:25

### Around the Fur
- Lato C

1. My Own Summer (Shove It) – 3:36
2. Lhabia – 4:11
3. Mascara – 3:45
4. Around the Fur – 3:32
5. Rickets – 2:43

- Lato D

1. Be Quiet and Drive (Far Away) – 3:58
2. Lotion – 3:58
3. Dai the Flu – 4:37
4. Headup – 5:13 (Deftones, Max Cavalera)
5. MX – 4:52

### White Pony
- Lato E

1. Feiticeira – 3:09
2. Digital Bath – 4:15
3. Elite – 4:01

- Lato F

1. RX Queen – 4:27
2. Street Carp – 2:41
3. Teenager – 3:20

- Lato G

1. Knife Prty – 4:49
2. Korea – 3:23
3. Passenger – 6:07 (Deftones, Maynard James Keenan)

- Lato H

1. Change (In the House of Flies) – 4:59
2. Pink Maggit – 7:32

### Deftones
- Lato I

1. Hexagram – 4:09
2. Needles and Pins – 3:23
3. Minerva – 4:17
4. Good Morning Beautiful – 3:28
5. Deathblow – 5:28
6. When Girls Telephone Boys – 4:36

- Lato J

1. Battle-Axe – 5:00
2. Lucky You – 4:08 (Deftones, DJ Crook)
3. Bloody Cape – 3:38
4. Anniversary of an Uninteresting Event – 3:57
5. Moana – 5:00

### Saturday Night Wrist
- Lato K

1. Hole in the Earth – 4:11
2. Rapture – 3:25
3. Beware – 6:00
4. Cherry Waves – 5:17
5. Mein – 3:58 (Deftones, Serj Tankian, Shaun Lopez)
6. U, U, D, D, L, R, L, R, A, B, Select, Start – 4:12

- Lato L

1. Xerces – 3:41 (Deftones, Rick Verrett)
2. Rats! Rats! Rats! – 4:00
3. Pink Cellphone – 5:04 (Deftones, Annie Hardy)
4. Combat – 4:46
5. Kimdracula – 3:41
6. Rivière – 3:45

### Diamond Eyes
- Lato M

1. Diamond Eyes – 3:08
2. Royal – 3:33
3. CMND/CTRL – 2:26
4. You've Seen the Butcher – 3:31
5. Beauty School – 4:48
6. Prince – 3:37

- Lato N

1. Rocket Skates – 4:17
2. Sextape – 4:02
3. Risk – 3:39
4. 976-EVIL – 4:33
5. This Place Is Death – 3:49

### Covers
- Lato O

1. Drive – 4:51 (Ric Ocasek) – originariamente interpretata dai The Cars
2. Caress – 3:34 (testo: Rick – musica: Drive Like Jehu) – originariamente interpretata dai Drive Like Jehu
3. Please, Please, Please Let Me Get What I Want – 2:01 (Johnny Marr, Morrissey) – originariamente interpretata dai The Smiths
4. No Ordinary Love – 5:34 (Sade Adu, Stuart Matthewman) – originariamente interpretata dai Sade
5. Savory – 4:35 (William Barbot, James Robbins, Kim Coletta, Zachary Barocas) – originariamente interpretata dai Jawbox
6. Do You Believe – 3:29 (Nina Persson, Peter Svensson) – originariamente interpretata dai The Cardigans

- Lato P

1. Simple Man – 6:19 (Gary Rossington, Ronnie Van Zant) – originariamente interpretata dai Lynyrd Skynyrd
2. Ghosts – 4:28 (David Sylvian) – originariamente interpretata dai Japan
3. The Chauffeur – 5:22 (Andy Taylor, John Taylor, Nicholas Bates, Roger Taylor, Simon Le Bon) – originariamente interpretata dai Duran Duran
4. If Only Tonight We Could Sleep (Live) – 5:07 (Boris Williams, Lol Tolhurst, Porl Thompson, Robert Smith, Simon Gallup) – originariamente interpretata dai The Cure
5. Sleep Walk – 2:30 (musica: Ann Farino, John Farino, Santo Farino) – originariamente interpretata dai Santo & Johnny

## Formazione
Gruppo
- Chino Moreno – voce, chitarra (eccetto in Adrenaline e Around the Fur)
- Stephen Carpenter – chitarra, effetti sonori (in Adrenaline)
- Chi Cheng – basso (eccetto in Diamond Eyes e tracce 2, 6 e 8 di Covers)
- Sergio Vega – basso (Diamond Eyes, Covers: tracce 2, 6 e 8)
- Frank Delgado – giradischi (Adrenaline: traccia 2), campionatore (eccetto tracce 1-9 di Adrenaline e in Around the Fur), effetti sonori (Around the Fur: tracce 1, 4, 8-10), tastiera (eccetto in Adrenaline, Around the Fur e White Pony)
- Abe Cunningham – batteria

Altri musicisti
- Max Cavalera – chitarra e voce (Around the Fur: traccia 9)
- Annalynn Cunningham – cori (Around the Fur: traccia 10)
- DJ Crook – programmazione (White Pony)
- Scott Weiland – voce aggiuntiva (White Pony: traccia 4)
- Rodleen Getsic – voce aggiuntiva (White Pony: traccia 7)
- Maynard James Keenan – voce aggiuntiva (White Pony: traccia 9)
- Rey Osburn – voce aggiuntiva (Deftones: traccia 8)
- Greg Wells – input arrangiamenti musicali (Deftones: tracce 1-7, 9)
- Serj Tankian – voce aggiuntiva (Saturday Night Wrist: traccia 5)
- Annie Hardy – voce aggiuntiva (Saturday Night Wrist: traccia 9)

Produzione
- Deftones – produzione
- Terry Date – produzione (eccetto Saturday Night Wrist e Diamond Eyes), registrazione (Adrenaline, Around the Fur, Deftones), missaggio (Adrenaline, Around the Fur, White Pony, Deftones)
- Ulrich Wild – registrazione (Adrenaline, Around the Fur), missaggio (Around the Fur), ingegneria del suono aggiuntiva (White Pony)
- Tom Smurdy – assistenza missaggio (Adrenaline)
- Ted Jensen – mastering (Adrenaline, Around the Fur, Diamond Eyes)
- Matt Bayles – assistenza alla produzione, alla registrazione e al missaggio (Around the Fur)
- Steve Durkee – assistenza alla registrazione e al missaggio (Around the Fur)
- Scott Olson – ingegneria Pro Tools e ingegneria del suono aggiuntiva (White Pony)
- Robert Daniels – assistenza ingegneria del suono (White Pony)
- Michelle Forbes – assistenza ingegneria del suono (White Pony)
- Ted Regier – assistenza ingegneria del suono (White Pony)
- Jason Schweitzer – assistenza ingegneria del suono (White Pony)
- Howie Weinberg – mastering (White Pony, Saturday Night Wrist)
- Pete Roberts – ingegneria Pro Tools e ingegneria del suono aggiuntiva (Deftones)
- Sam Hofstedt – assistenza tecnica (Deftones)
- Sean Tallman – assistenza missaggio (Deftones)
- Bob Ezrin – produzione (Saturday Night Wrist)
- Shaun Lopez – produzione parti vocali e produzione aggiuntiva (Saturday Night Wrist)
- Brian Virtue – registrazione e ingegneria del suono (Saturday Night Wrist)
- Brian Humphrey – registrazione e ingegneria del suono (Saturday Night Wrist)
- Joe Johnston – registrazione batteria (Saturday Night Wrist: traccia 3)
- Ryan Williams – missaggio (Saturday Night Wrist)
- Brian Warwick – assistenza missaggio (Saturday Night Wrist)
- Nick Raskulinecz – produzione (Diamond Eyes) missaggio (Diamond Eyes: tracce 2-11)
- Paul "Fig" Figuerda – registrazione e ingegneria del suono (Diamond Eyes)
- Chris Lord-Alge – missaggio (Diamond Eyes: traccia 1)
- Keith Armstrong – assistenza tecnica (Diamond Eyes: traccia 1)
- Nik Karpen – assistenza tecnica (Diamond Eyes: traccia 1)
- Brad Townsend – ingegneria del suono aggiuntiva (Diamond Eyes)
- Andrew Schubert – ingegneria del suono aggiuntiva (Diamond Eyes)